# Eugénio Fernando Bila
Eugenio Fernando Bila (sinh ngày 3 tháng 3 năm 1979, ở Maputo) là một cầu thủ bóng đá người Mozambique. Hiện tại anh thi đấu cho Sektzia Nes Tziona ở Israel. "Genito" từng thi đấu 5 mùa giải cho Budapest Honvéd, Hungary. Anh cũng từng thi đấu cho Sektzia Nes Tziona.
"Genito" hiện tại thi đấu cho Mozambique. Anh cùng The Black Mambas tham dự Cúp bóng đá châu Phi ở Angola, 2010.

## Danh hiệu
- Cúp bóng đá Hungary: 2
  - 2007, 2009